# Вернандер, Наталья Борисовна
Наталья Борисовна Вернандер (5 октября 1901 — 25 января 1986) — советский учёный, доктор сельскохозяйственных наук, профессор, почвовед.

## Биография
Наталья Вернандер родилась 5 октября 1901 года в городе Штеттин, Пруссия. В 1918 году окончила гимназию в Москве, позже Московскую сельскохозяйственную академию. В 1924 году получила направление во Всесоюзный научно-исследовательский институт гидротехники и мелиорации в Харькове. В 1926 году поступила в аспирантуру на кафедру почвоведения Харьковского сельскохозяйственного института, работала ассистентом, преподавателем кафедры почвоведения и одновременно старшим научным сотрудником Украинского научно-исследовательского института агрогрунтоведения (в 1932 году институт переведён в Киев и объединён с Центральной агрохимической лабораторией в УкрНИИ соцземледелия). В 1933—1940 годах возглавляла экспедиционные работы по обследованию почв Черниговской, Винницкой, Житомирской и Одесской областей. Занималась исследованиями процессов реградации подзолистых почв Полесья и лесостепи. В 1937 году по материалам исследований была защищена кандидатская диссертация.
Во время войны в эвакуации в 1941—1944 годах работала заведующим Государственного участка сортоводства в Башкирии. В 1944 году продолжила работу в Институте земледелия: сначала старшим научным сотрудником, позже — заведующим сектором территориальных исследований. В 1944—1949 годах — доцент кафедры почвоведения Киевского сельскохозяйственного института. В 1946—1948 годах изучала почвы Закарпатской и бывшей Измаильской областей. Материалы исследований почв, собранные в 1932—1948 годах и обобщённые, были положены в основу первой почвенной карты (масштаб 1:750000).
С 1950 года работала в Киевском государственном университете доцентом кафедры почвоведения биолого-почвоведенного факультета. С 1958 года — доцент, с 1961 года — профессор кафедры физической географии географического факультета. В 1956 году защитила докторскую диссертацию «Почвы Правобережной Украины». В 1962 году ей присуждено учёное звание профессор.
Преподавала курс «География почв». Выполненные фундаментальные исследования генезиса серых лесных почв западной части Украины сохраняют свою актуальность и по сей день. Разрабатывала инструкции и методические указания для осуществления крупномасштабного почвенного обследования колхозов и совхозов, осуществляла руководство исследованиями почв. Кроме ежегодных летних выездов в экспедиции, совершила много путешествий по различным регионам СССР, побывала во многих странах Европы и Азии. Участник Первого Географического общества УССР (1964), VIII Международного съезда почвоведов в Румынии в 1964 году.
Удостоена Премии имени В. В. Докучаева I степени за коллективную монографию «Почвы УССР».

## Труды
- Почвы УССР. — К., 1951 (в соавторстве).
- Географія ґрунтів з основами ґрунтознавства. — К., 1964.
- Атлас Киевской области. Стр. 11 — Почвы Киевской области/ под ред. Харченко А. С. — К., 1980, 1985.
- Природная среда и хозяйственная деятельность человека: На мат. УССР. К., 1985 (в соавторстве)
- Природа Украинской ССР. Почвы. — К., 1986 (в соавторстве).